# Mergui

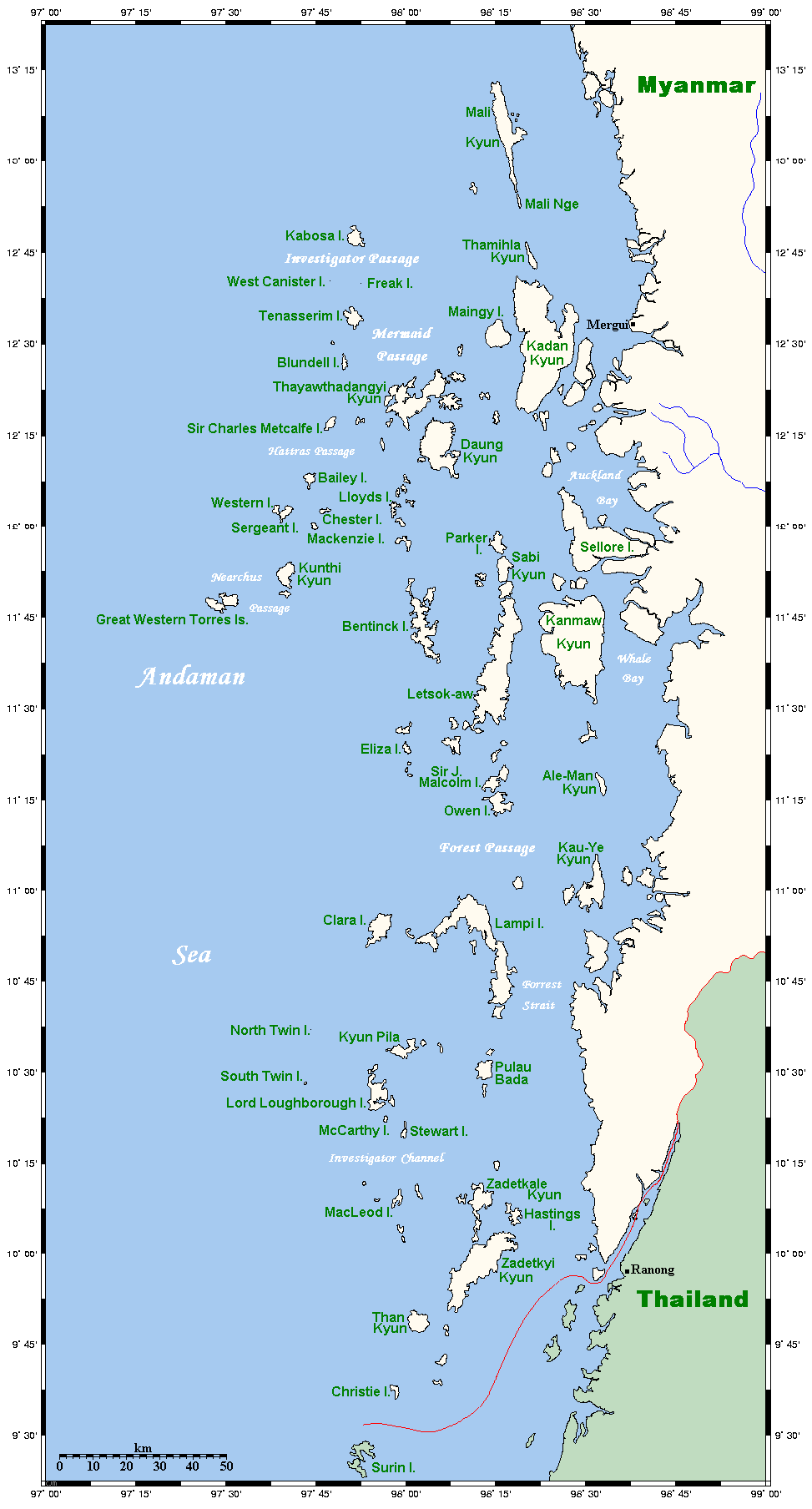
Karte des Mergui-Archipels

Mergui oder Myeik (birmanisch မြိတ်မြို့, BGN/PCGN: myeikmyo) ist eine Stadt in der Region Tanintharyi im südlichsten Zipfel von Myanmar, die am Mergui-Archipel (Teil der Andamanensee) liegt. Im Hinterland der Hafenstadt findet ein intensiver Schmuggel mit Thailand statt.

## Geschichte
Seit dem 16. Jahrhundert gehörte Mergui zum siamesischen Königreich Ayutthaya, blieb aber immer wieder auch im Einflussbereich der Birmanen, die es im Zuge der Eroberung Ayutthayas 1767 schließlich einverleibten. Mergui bildete für Ayutthaya ein wichtiger Handelsplatz mit Indien und Persien im Westen sowie China und Japan im Osten. Auch zahlreiche Europäer ließen sich hier nieder oder gingen mit ihren Waren auf dem Landweg über die Tenasserim-Halbinsel nach Ayutthaya.
Auch im Zuge der ersten europäischen Einmischungen in siamesische Angelegenheiten im 17. Jahrhundert war Mergui Schauplatz. König Songtham bat Holland, Mergui zu befestigen, hauptsächlich um seine Interessen gegen die übermächtig werdenden Portugiesen zu schützen. Später ließ Ayutthaya zwei Engländern, Richard Burnaby und Samuel White, freie Hand bei der Errichtung einer Piratenflotte, die gegen die Interessen der Englischen Ostindienkompanie gerichtet war.

### Das Mergui-Massaker
Im Juni 1687, während der Endphase der langen Herrschaft des den Europäern wohlgesinnten Königs Narai (reg. 1656–1688), erschienen zwei englische Kriegsschiffe vor Mergui, um Drohungen einer Blockade des Hafens durch die Kompanie Nachdruck zu verleihen. White fürchtete, wegen Piraterie vor ein englisches Gericht gestellt zu werden. Er versuchte die englischen Kapitäne für sich einzunehmen und ging deshalb mehrmals auf deren Schiffe. Die lokalen siamesischen Behörden fürchteten ihrerseits Verrat der Engländer und eine Übernahme Merguis für die Kompanie. Sie ließen deshalb am 14. Juli das Feuer auf die Kriegsschiffe eröffnen und ermordeten jeden Engländer in der Stadt, dessen sie habhaft werden konnten. Im Monat darauf erklärte Narai der Kompanie den Krieg und übergab Mergui an einen französischen Kommandanten, Chevalier de Beauregard (ca. 1665–1692) und deren Abteilung französischer Soldaten. Nach dem Tod Narais und der Revolution von Ayutthaya 1688 wurden die Franzosen aus Mergui verwiesen.

### Mergui und Birma
Im Zuge der Eroberung Ayutthayas durch die Birmanen Mitte des 18. Jahrhunderts fiel Mergui endgültig an Birma und wurde erst 1826 durch die Briten erobert.

## Bevölkerung
Heute (2006) leben etwa 180.000 Menschen in Myeik. Die Bevölkerung besteht hauptsächlich aus Birmanen, Chinesen, Karen, Indern, Mon und Moken. Ihre Sprache weist einen starken Akzent des Birmanischen auf.

## Wirtschaft
Myeik lebt vom Fischfang und der Produktion von Gummi, Kokosnüssen und fermentierter Fischpaste. Daneben gibt es die Herstellung von Perlen und das Sammeln essbarer Vogelnester.

## Verkehr
- Myeik Airport, (IATA: MGZ, ICAO: VYME)[2]

## Bildung
- Technische Universität (Myeik)[3]
- Myeik-Universität
- Computer Universität Myeik

## Klima

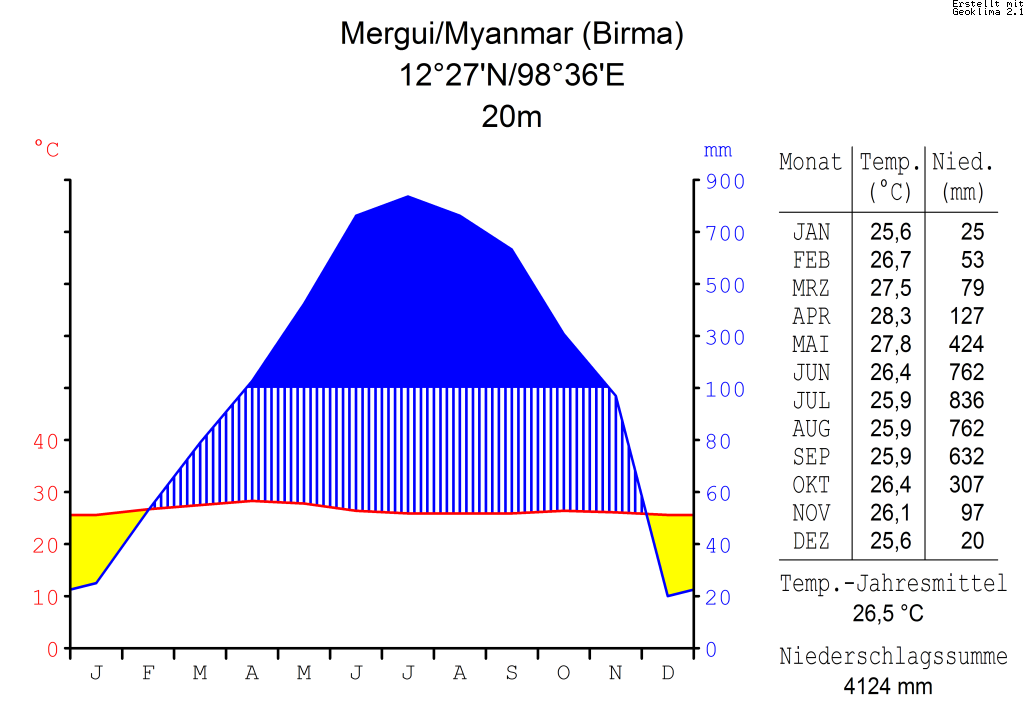
Klimadiagramm für Mergui

In Mergui herrscht tropisch-monsunales Klima, das durch die Meeresnähe etwas gemildert ist.

## Söhne und Töchter
- Raymond Saw Po Ray (1948–2025), römisch-katholischer Bischof von Mawlamyine